# Over the Rainbow / Inspired From Red & Blue
Singles de Globe
Many Classic Moments
(2002) Seize the Light
(2002)
Singles par Globe vs Push
Dreams From Above
(2002)
Over the Rainbow / Inspired From Red & Blue (titré en capitales : OVER THE RAINBOW/INSPIRED FROM RED&BLUE) est le 27e single du groupe Globe.

## Présentation
Le single, écrit, composé et produit par Tetsuya Komuro, sort le 10 avril 2002 au Japon sur le label Avex Globe de la compagnie Avex, deux mois seulement après le précédent single du groupe Many Classic Moments, et une semaine avant l'album Lights 2 dont il sera le seul single extrait, avec une couverture ressemblante.
Il atteint la 10e place du classement des ventes de l'Oricon, et reste classé pendant quatre semaines. Il se vend à quelques 27 000 exemplaires, étant alors le single le moins vendu du groupe à l'exception de Garden. 
C'est un single "double face A", le deuxième du groupe après Don't Look Back / Like a Prayer, contenant deux chansons principales et leurs versions instrumentales. 
Elles figureront donc sur le septième album original du groupe, Lights 2 qui sortira une semaine après le single (et deux mois seulement après son précédent album Lights), ainsi que par la suite sur sa compilation Globe Decade de 2005.
La première chanson, Over the Rainbow, sera cependant remaniée et rallongée sur l'album ; elle figurera aussi sur sa compilation 15 Years -Best Hit Selection- de 2010, tandis que la deuxième, Inspired From Red & Blue, figurera aussi quant à elle sur sa compilation Ballads and Memories de 2002. Elles ne seront pas remixées par ailleurs.

## Liste des titres
Les chansons sont écrites, composées, arrangées et mixées par Tetsuya Komuro (paroles de rap par Marc).
| CD    | CD                                                                   | CD                    | CD    | CD | CD | CD | CD | CD | CD |
| No    | Titre                                                                | Description           | Durée |    |    |    |    |    |    |
| ----- | -------------------------------------------------------------------- | --------------------- | ----- | -- | -- | -- | -- | -- | -- |
| 1.    | Over the Rainbow (Original Mix) (OVER THE RAINBOW ...)               | Version originale     | 6:20  |    |    |    |    |    |    |
| 2.    | Inspired From Red & Blue (Original Mix) (INSPIRED FROM RED&BLUE ...) | Version originale     | 5:34  |    |    |    |    |    |    |
| 3.    | Over the Rainbow (Instrumental) (OVER THE RAINBOW ...)               | Version instrumentale | 6:20  |    |    |    |    |    |    |
| 4.    | Inspired From Red & Blue (Instrumental) (INSPIRED FROM RED&BLUE ...) | Version instrumentale | 5:32  |    |    |    |    |    |    |
| 23:46 |                                                                      |                       |       |    |    |    |    |    |    |